# Џони Ерексон Тада
Џони Ерексон Тада (енгл. Joni Eareckson Tada; Балтимор, 15. октобар 1949) америчка је књижевница, сликарка, спортисткиња и борац за права хендикепираних лица.

## Биографија
Рођена је 1949. у Балтимору, Мериленд као најмлађа од четири кћери. Као тинејџерка је учила пливати, играти тенис и јахати. У јулу 1967, на купању у заливу Чесапик, након скока у воду озледила је кичму и остала парализована. Године 1979. основала је фондацију „Џони и пријатељи“ која се бави пружањем помоћи хендикепираним лицима и промовисањем њихових права.
Данас се бави сликањем и писањем. Код цртања оловку држи у зубима. Године 1982. удала се за Кена Таду. Године 2010. дијагностикован јој је рак дојке. До данас је објавила 48 књига.